# Šugine Bare
Šugine Bare su naseljeno mjesto u općini Uskoplje, Federacija Bosne i Hercegovine, BiH.

## Zemljopis
Šugine Bare su smještene na oko 1000 metara nadmorske visine na zapadu općine. Nalaze se na padinama iznad Ubanića potoka. 

## Povijest
Na popisu stanovništva iz 1895. Šugine Bare se navode kao dio Podgrađa (Pograđe). Kao samostalno naselje prvi se put spominju na popisu 1910. godine kada je u naselju živjela 24 stanovnika (svi katolici).
Na popisu 1961. u naselju je živio 91 stanovnik (svi Hrvati), dok je na popisu 1971. u naselju živjelo 76 stanovnika (75 Hrvata i 1 Musliman). Tijekom 1970-ih dogodio se značajan pad broja stanovnika pa je tako u Šuginim Barama 1981. godine živjelo samo 8 stanovnika (7 Hrvata i 1 Musliman). U narednom razdoblju naselje je ostalo pusto te je na popisu 1991. bez stanovništva. Ba popisu 2013. godine ponovno je bez stanovnika.